# Morocco Tennis Tour - Tanger 2009
Il Morocco Tennis Tour - Tanger 2009 è stato un torneo professionistico di tennis maschile giocato sulla terra rossa, che faceva parte dell'ATP Challenger Tour 2009. Si è giocato a Tangeri in Marocco dal 16 al 21 febbraio 2009.

## Partecipanti

### Teste di serie
| Nazionalità | Giocatore             | Ranking* | Testa di serie |
| ----------- | --------------------- | -------- | -------------- |
| Rep. Ceca   | Jiří Vaněk            | 119      | 1              |
| Portogallo  | Rui Machado           | 151      | 2              |
| Spagna      | Pere Riba             | 152      | 3              |
| Australia   | Peter Luczak          | 162      | 4              |
| Algeria     | Lamine Ouahab         | 179      | 5              |
| Francia     | Éric Prodon           | 196      | 6              |
| Spagna      | Fernando Vicente      | 206      | 7              |
| Italia      | Giancarlo Petrazzuolo | 222      | 8              |

- Ranking al 9 febbraio 2009.

### Altri partecipanti
Giocatori che hanno ricevuto una wild card:
- Rabie Chaki
- Talal Ouahabi
- Younes Rachidi
- Mehdi Ziadi

Giocatori passati dalle qualificazioni:
- Augustin Gensse
- Malek Jaziri
- Leandro Migani
- José Antonio Sánchez de Luna

## Campioni

### Singolare
Marc López ha battuto in finale  Pere Riba con il punteggio di 5–7, 6–4, 7–6(9)

### Doppio
Augustin Gensse /  Éric Prodon hanno battuto in finale  Giancarlo Petrazzuolo /  Simone Vagnozzi con il punteggio di 6–1, 7–6(3)